# Пелопонески рат
Пелопонески рат (старогрчки: Πελοποννησιακός Πόλεμος; 431. п. н. е. — 404. п. н. е.) је био дуготрајни оружани сукоб у Античкој Грчкој између Делског и Пелопонеског савеза. Делски савез је био предвођен Атином, док Пелопонески савез је био предвођен Спартом. Рат је почео 431. п. н. е. између Атине и Спарте и завршио се поразом Атине, 404. п. н. е. када је Спарта испоставила своју доминацију на Хеленским светом. Размере Пелопонеског рата су биле веће од било ког рата који се догодио до тада у хеленском свету, и на тај начин многи историчари га називају Античким Светским Ратом. Разлози рата лежали су у супарништву измећу Атине и Спарте током периода после грчке победе над Персијанцима код Платеје када је Атина израсла у велику поморску силу и забележила низ победа против Ахеменидског краљевства. То је омогућило Атини да постане водећа сила у грчком свету и уздрма доминацију Спарте која се сматрала до тада највећом војном силом у Античкој Грчкој. Поморска експанзија, као и културни и економски процват Атине током 5. века п. н. е. није прошао незапажен од стране Спарте. Атина под вођством личности попут Темистокла и Кимона, а касније и Перикла, доживела је свој највећи процват у том периоду који је касније остао познат као златно доба Атине. Нагло јачање Атине је довело до повремених сукоба између Делског савеза који се био претворио у Атинску империју и Пелопонеског савеза. Ти сукоби су се завршили Тридесетогодишњим миром, 446/ 445. п. н. е. који је признао равнотежу силе између Атине и Спарте у Грчкој. Међутим непрекидни спорови између држава-чланица двеју савеза су довели до мањих сукоба који су се распламсали у велики општехеленски рат, 431. п. н. е.
Пелопонески рат је углавном подељен на четири историјска периода која се доста разликију између себе. Први период је такозвани Архидамов рат који је трајао од 431. п. н. е. до 421. п. н. е. када је потписан Никијин мир. Тај део рата је добио име по спартанском краљу који је извршио инвазију на Атику, предводећи Пелопонеску војску. Други део рата је био такозвани, Средњи рат који је трајао од 420. п. н. е. до 415. п. н. е. и водио се између савеза Атине, Аргоса и појединих градова Пелопонеза против Спарте. Трећи део Пелопонеског рата, се одвијао углавном на Сицилији током катастрофалног Атинског похода у јужној Италији, и готово комплетном уништењу атинске експедиције. Четврти и последњи део рата је био такозвани Декелијски или Јонски рат који се одвијао углавном на Егејском мору и на обалама Мале Азије. Он је добио име по декелијском утврђењу на северозападу Атике, где су се Спартанци утврдили током 413. п. н. е. и по области Јонији, на егејским обалама Мале Азије где се одвијао већи део ратних операција.
Архидамов рат који је трајао десет година прекинут је мир из 421. п. н. е. у коме је посредовао атински генерал Никија, и повратио status quo у Грчком свету после десет година неизвесних борби на копну и на мору који су потврдили атинску супериорност на мору и пелопонеску супериорност на копну. Након формирања антиспартанског савеза од стране Аргоса на Пелопонезу, коме се укључила и Атина, дошло је до сукоба између тог савеза и Спарте, у којој су Спартанци однели победу. Атински војни поход на Сицилију био је кобан и завршио се катастрофом 413. п. н. е. када је уништена атинска војска од стране Сиракузе и Спартанаца. Спартанци су исте године утврдили Декелију на северозападу Атине и преузели потпуну контролу над Атиком. Упркос, олигархијском преврату 411. п. н. е. у Атини, и константним поразима Атина је успела да се опорави и да више пута победи Пелопонеску флоту, која је била сагрђена уз помоћ Персије. Међутим под вођством адмирала Лисандра, Спартанци ће задати одлучујући ударац Атињанима, 405. п. н. е. у месту Егоспотами и следеће године примораће Атину на предају.
Пелопонески рат је без сваке сумње био највећи рат Класичне Грчке и онај који је судбоносно ослабио његове учеснике. Тај рат се често сматра догађајем који је означио крај Класичне Грчке, чије је слабљење довело до пропада града-државе и отворила пут за потоњу доминацију хеленског света у 4. веку п. н. е. од стране Тебе, али углавном од стране Македоније.

## Сажетак
Рат се, генерално, може поделити у три фазе:
- Прва фаза је трајала десет година, од 431. п. н. е. до 421. п. н. е. Карактерисана је копненим продорима Пелопонеског савеза на Атику и пустошењем атинске земље. Атињани, вођени Периклом, су изабрали да не улазе у директан сукоб са надмоћном дорском војском, већ су се ослонили на своју флоту којом су нападали обале Пелопонеза и трудили се да омету трговину Коринта са Сицилијом. Тај период је обележен и појавом куге, услед које је Атина изгубила четвртину своје становништва и трећину хоплита. Прва фаза је окончана Никијиним миром 421. п. н. е.
- Друга фаза је трајала, такође, десет година од 421. п. н. е. до 411. п. н. е. Најважнији догађај је атински поход на Сицилију (415. п. н. е.), пре свега против града Сиракузе. Експедиција се, после поморског пораза у сиракушкој луци, завршила и катастрофом копнене војске. Атинске снаге су изгубиле преко 200 бродова и 35.000 хоплита. После пораза Атина се нашла у очајном положају, без новчаних резерви и са све непоузданијим савезницима. Врхунац кризе представља олигархијски преврат који на власт доводи тзв. Веће од четири стотине и отворен раскол превратника са флотом и војском стационираном у Јонији.
- Трећу фазу (од 411. п. н. е. до 404. п. н. е.) одликују борбе за контролу Хелеспонта, преко кога се вршио увоз жита и дрвне грађе из области око Црног мора. Током последњих седам година, атинска флота је очајнички бранила конвоје. Иако су Атињани имали знатних успеха у биткама код Абида, Кизика и Аргинуса, подлегли су последњој бици код Егоспотама 405. п. н. е.

Рат се завршио 404. п. н. е. капитулацијом Атине. Флота је заплењена, зидови који су спајали град са Пирејом, трговачком и ратном луком су срушени, а прекоморски поседи су јој одузети.

## Узроци рата
Према Тукидиду узрок рата је страх од раста атинске моћи током 5 века п. н. е. Током Грчко-персијских ратова формиран је Делски савез неколико полиса да би постојала и била финансирана стална морнарица, која се може користити против Персије. Атина је била највећи члан савеза, а имала је и највећу морнарицу. Због тога Атина преузима вођство савеза. Током следећих декада Атина претвара Делски савез у атинску империју. Неки чланови савеза су се с тим слагали, а неки су се бунили.
Постепено средства намењена одбрани од Персије почела су се користити за атинске пројекте. Перикле је преместио средиште савеза са Дела у Атину, а средства савеза су кориштена и за градњу Партенона.
Чланови Делског савеза су постепено губили независност. Чланови лиге су били полиси око Јонског и Егејског мора и ослањали су се на бродове за трговину и одбрану од пирата и персијске флоте. Како се савез претварао у атинску империју, чланови савеза су губили независност, а тако су губили и контролу над својим бродовима. Атина је тако накупљала огромну морнарицу. Спарта, као вођа Пелопонеског савеза и дотад неприкосновена војна сила у Грчкој, почела је да гледа са великим подозрењем јачање Атине.
Непосредни поводи за рат су биле акције Атине, којима је погађала Спартанске савезнике. Тако је атинска морнарица интервенисала у спору између Коринта и Керкире (Крфа), тиме што је спречила Коринт да освоји Керкиру у бици код Сиботе. Атина је такође завела санкције против спартанског савезника Мегаре.

## Архидамов рат
Спарта и њени савезници (осим Коринта) били су углавном копнене силе, које су могле скупити велику копнену армију, скоро непобедиву захваљујући легендарним Спартанцима. Атинска империја била је раширена преко Егејских острва. Атина је постала богата захваљујући данку, који су плаћала та острва.
Прва фаза рата се зове Архидамов рат, према краљу Архидаму, који је извршио инвазију Атике.

### Стратегије
Стратегија Спарте је била да инвазијом околине Атине онемогући Атини приступ обрадивој земљи. Пошто је Атина имала приступ мору, није трпјела много. Многи Атињани су напустили своје фарме и преселили се унутар зидина, које су повезивале Атину са њеном луком Пирејем. Спартанци би окупирали околицу Атине само по 3 седмице, а најдуже 40 дана.
Перикле је руководио атинском стратегијом, која је била да се избегавају отворене битке са много бројнијим и извежбанијим спартанским хоплитима. Атина се ослањала на морнарицу, која је била стратешка предност Атине. Атинска морнарица је кренула у офанзиву и добила је тако битку код Наупакта.

### Куга у Атини 430. п. н. е.
430. п. н. е. избија куга у Атини. Пошто је град био доста густо насељен, куга је усмртила 30.000 грађана, морнара, војника, чак Перикла и његове синове. Куга је била трећи учесник тог рата, који је значајно помогао Спартанској победи. Четвртина Атињана је страдала од куге. Од куге се никад нису опоравили, пошто је радна снага битно смањена, а чак и страни плаћеници нису хтели да ратују за град под кугом. Страх од куге је спречио и Спартанце да нападају. Спартанци су се повукли из Атике да не би били у додиру са зараженима.

### Промена Атинске стратегије
После смрти Перикла, Атињани мењају стратегију. Крећу у офанзивније акције. Вођени од генерала Демостена(не треба га бркати са говорником Демостеном) успевају у низу поморских напада на Пелопонезу. Атињани шире војне активности по Беотији и Етолији и учвршћују низ места око Пелопонеза. Једно од таквих места је близу Пилоса, на малом острвцету Сфактерији.

### Покушај иницирања побуне у Спарти и битка код Сфактерије
Та утврда близу Пилоса битно погађа најслабији део Спарте. Спарта је била зависна од робова хелота. Хелоти су се бавили земљорадњом и сточарством, док су грађани Спарте вежбали да буду војници.
Атинска утврда крај Пилоса је почела привлачити хелоте. Хелоти су бежали. Спартанцима је бежање хелота био тежак ударац, а још теже им је падала могућност опште побуне хелота у присуству Атињана. Спарта повлачи све трупе из околине Атине и одлучује се на акцију и напада атинску утврду на острву Сфактерији. Демостен успева да се одупре и протера спартанску флоту, а спартански хоплити остају у окружењу на Сфактерији. Коначно, Клеон предводи Атињане који у бици на Сфактерији заробљавају 300—400 спартанских хоплита. Та пораз је био понижавајући за Спарту.
После понижења у бици код Сфактерије, спартански генерал Брасида, заузима важну атинску колонију Амфипољ, која је са неколико околних рудника сребра била врло важна за финансирање рата. У бици код Амфипоља убијени су и Брасида и Клеон.

## Сумњиво примирје
Смрћу Брасиде и Клеона нестали су највећи противници склапања мира. Обе стране биле су изморене ратом. Године 421. п. н. е. закључен је мир који је добио назив по Никији. По одредбама мировног споразума обе стране углавном (осим два изузетка) враћају све што су заузели, Амфипољ се враћа Атини, а Атињани ослобађају заробљене у бици на Сфактарији. Никијин мир није задовољио ни једну од страна. Спарта није испунила одредбе мира одбијајући да преда Амфипољ. Беотија није потписала мир већ је са Атином склопила само примирје. Коринт је одбијао било какве преговоре. Чим је Спарта добила своје заробљенике, ефори који су потписали мир су смењени, а на њихово место су доведени други који нису били присталице мира. Спарта раскида договор са Атином и склапа савез са Беотијом. У Атини превласт односи опозиција Никији предвођена стратегом Алкибијадом, припадником моћне породице Алкмеонида.
Алкибијад је успео да склопи савез са присталицама демократије на Пелопонезу, Елидом, Мантинејом и Аргосом. Након што је изабран за стратега, Алкибијад одлази на Пелопонез где подстиче побуну ових држава против Спарте. Охрабрене његовим присуством, демократски настројене државе Пелопонеза започињу рат са Епидауром који је одбио да приступи антилаконској коалицији. Спарта шаље помоћ Епидауру. Битка између Спартанаца са једне и Атињана и антиспартанске коалиције са друге стране одиграла се код Мантинеје августа 418. године п. н. е. и завршила се поразом Атине. Антиспартанска коалиција је растурена, а њене чланице склапају савез са Спартом. Наставак Пелопонеског рата био је неизбежан.

## Сицилијанска експедиција
Године 415. п. н. е. у Атину стиже позив у помоћ Сегесте за борбу против Селинунта и Сиракузе. Атињанима се ово учинило као добар повод за покретање рата у коме би освојили Сицилију и тако проширили свој утицај. Тукидид наглашава да Атињани нису ни слутили да би рат могао попримити толике размере. Позив у помоћ изазвао је сукоб у еклесији. Алкибијад је заступао идеју да се Сегести пружи помоћ. Опрезни Никија није био за наставак рата. Одлучено је да се пошаље флота од 100 тријера и 5000 хоплита под командом Никије, Алкибијада и Ламаха. Флота је касније повећана на 136 бродова (уз појачање савезника), 1200 лаких коњаника и 26.000 веслача на 130 теретних бродова.
Алкибијадово одсуство искоришћено је у Атини да се против њега покрене судски поступак. Оптужен је за оштећење већег броја херма за које кривци нису пронађени. Том приликом је осуђен велики број Атињана међу којима је био и Никијин брат. Алкибијаду је наређено да се сместа врати у Атину и изађе пред суд. Алкибијад одбија да изврши наређење и бежи на Пелопонез где се прикључио Спартанцима. Спартанцима је открио планове Атине и предложио им је да Сиракузи пошаљу помоћ. У Атини је Алкибијад осуђен на смрт.
У лето 414. п. н. е. Атињани опседају Сиракузу. Покушаји становника Сиракузе да пробију опсаду завршени су неуспехом, али је током једног од њих страдао Ламах. Сиракужани примају помоћ коју су послале Спарта и Коринт. Трупама је командовао војсковођа Гилип, а чинило ју је око 2000 људи. Атињани су убрзо опкољени. Никија шаље обавештење у Атину захтевајући помоћ или дозволу да се повуче. Атињани му 413. п. н. е. шаљу помоћ под вођством Демостена, победника код Пила. Први Демостенов јуриш завршен је неуспехом. Атињани обустављају опсаду.
Сиракушка флота нанела је Атињанима тежак пораз у близини луке. Атињани су остали блокирани. Дана 9. септембра покушали су да се пробију. Дошло је до крваве битке у којој се насукао велики број атинских бродова. Никија се склонио на копно. Атинска армија и даље је бројала око 40.000 људи. Четири дана након пораза флоте, армија је подељена између Никије и Демостена. Демостен се предао, а Никија је поражен од стране Сиракужана. Био је то крај Сицилијанске експедиције. Обојица атинских војсковођа су заробљена и погубљена. Преживело је 7000 Атињана који су, након неколико недеља принудног рада, продани у робље.

## Декелејски рат
Прешавши на страну Спартанаца, Алкибијад их је саветовао да освоје Декелеју, атинску дему око 2 km удаљену од Атине. Стратешки значај Декелеје био је велики. Она је доминирала над путем за Ороп, а кроз њу је пролазио и најкраћи пут до Еубеје. Еубеја је била најважнији посед Атине. Атињани су добијали више прихода од Еубеје него од читаве Атике. Алкибијадов савет био је прихваћен и 413. године п. н. е. Агис упада на Атику и учвршћује Декелеју поставивши у њој јак гарнизон. Губитком Декелеје, положај Атине нагло се погоршао. Због близине непријатеља сви Атињани су били под оружјем. Многи робови прешли су Спартанцима. Окупација Декелеје лишила је Атињане могућношћу да се баве пољопривредом. Сва храна увожена је из луке Пиреј. Истовремено у Атину стиже вест о погибији Никије и Демостена и уништењу целокупне флоте. Сада је постојала опасност да непријатељ уђе у Пиреј. Спарта је започела са изградњом флоте од 100 бродова.

## Распад поморског савеза
Стање Атине било је толико лоше да се није веровало да би се могла одржати до лета. Због тога су чланице Атинског поморског савеза сматрале да је дошао прави тренутак да се изборе за своју независност. Агису у Декелеју долазе представници Лезбоса и Еубеје са молбом да им се пошаљу бродови као помоћ за дизање устанка. Непосредно Лаконији шаље позив у помоћ Еретрија.
На предлог Алкибијада, Спартанци отварају фронт у Јонији. Највећи атински савезник у Јонији био је Хиос. Хиос је била олигархијски уређена држава која је једина од атинских савезника поседовала властиту флоту. Јуна 412. п. н. е. Хиошани дижу устанак против Атине. Убрзо им се прикључио велики број јонских градова међу којима је и главни град — Милет. Спартанци су иступали са паролом „слобода Хеладе”. Следеће године им прилази и Родос. Отцепљење Јоније ишло је великом брзином јер су савезници били незадовољни експлоатацијом Атињана, охолошћу атинских власти и суровим гушењем устанака.

## Атински отпор
Атина је ипак смогла снаге да пружа велики отпор. На Хиос је упућена флота од 20 бродова, а других 30 бродова упућено је да кружи око Пелопонеза. Спремале су се нове десетине бродова за одлазак у Јонију. Међутим, атинска благајна је 413. године п. н. е. била празна. У циљу побољшања финансијске ситуације, Атињани укидају форос и уводе царину од 5 % на сву робу која се превози морем. Царина се углавном наплаћивала на Хелеспонту.
Охрабрени присуством три атинске тријере, самоски демократи подижу устанак на Самосу. Олигарси су побијени или протерани. Атињани Самосу у знак захвалности дадоше аутономију. Вођа демократа на Самосу био је Хипербол. Самос је и надаље остао чврста база атинских ескадри. Током олигархијског преврата једино је Самос задржао демократско уређење.

## Уплитање Персије
Лаконији шаљу понуду за савезништво сатрапи Тисаферн и Фарнабаз (Јонија и Карија). Разлог за то било је мешање Атине у унутрашње сукобе Персијског царства и велики број егејских острва који су били чланови Атинског поморског савеза. Персијанци су плаћали новчане прилоге за развој спартанске морнарице. За узврат, Спартанци су признали персијску власт на обалама Мале Азије и делу Балканског полуострва. Руководилац спартанске политике на истоку био је Алкибијад. Међутим, велика популарност коју је стекао није одговарала Спартанцима. Сем тога, имао је и аферу са краљевом женом. То су били разлози због којих је Спарта издала налог да се Алкибијад убије. Алкибијад прилази Тисаферну код кога је стекао велико поверење.

## Олигархијски преврат
Олигарси су остварили два значајна успеха у Атини: укидање већа 500 (була) и увођење пробула коју су чинили најстарији грађани који су расправљали о државним питањима. Ти најстарији грађани углавном су били привржени олигарсима. Други успех олигарха био је нови избор стратега у коме је већину стратега чинила олигархијска групација. Алкибијад ступа у преговоре са олигархијски настројеним стратезима. Обећао им је персијску помоћ уколико у Атини буде укинута демократија. Олигархијски настројени стратези прихватили су Алкибијадов предлог са радошћу. Стратези су одлучили да покушају са променом државног уређења. На челу стратега био је Писандар који почетком 411. године п. н. е. излаже свој предлог Атињанима. Међутим, и поред лоше ситуације у рату, Атињани се нису могли сложити са потпуним укидањем демократије. Прихватили су само предлог да се Алкибијад врати и закључи савез са Тисаферном. Писандар је послат Алкибијаду да изложи предлоге Алкибијаду и Тисаферну. Показало се да Алкибијад не ужива потпуно поверење Тисаферна. Преговори су пропали. Писандар се вратио на Самос где је сковао заверу да изврши преврат без Алкибијадове помоћи. Маја 411. године п. н. е. он са војском стиже у Атину. Народ се није усудио да му се супротстави. Изузеци су били убијани, а за убиства нико није позиван на одговорност. Представници олигархије били су Писандар, Антифонт, Терамен и Фриних. Прихваћен је предлог о избору петорице проедра који су имали задатак да организују веће од 400 лица које ће самостално управљати државом саветујући се са скупштином од 5.000 Атињана. Олигарси нису били јединствени. Делили су се у две групације: екстремну и умерену. Екстремну групу предводили су Писандар, Фриних и Антифонт. Залагали су се за укидање свих тековина демократије и враћању уређења пре Солона. Умерену групацију предводио је Терамен. Умерени олигарси били су за ограничење броја пуноправних и бирачки способних атинских грађана на 5.000. Превласт су однели екстремни олигарси. Дошавши на власт, екстремисти су појачали терор и одлучили да не зову Алкибијада у помоћ надајући се да ће лако склопити мир са Спартанцима. Међутим, Спарта је поставила услов за потпуно одрицање Атине од Поморског савеза што чак ни најекстремнији олигарси нису могли прихватити. Олигарси убрзо почеше да доживљавају неуспехе. Еубеја, најважнији атински посед, подиже устанак, а олигархијска флота поражена је код Еретрије. Ударац им је задала и флота Трасибула и Тразила која се одлучила за обнову демократије у Атини. Фриних је убрзо убијен, а екстремни олигарси предвођени Писандаром побегли су Спартанцима. Антифонт није стигао да побегне па му је суђено након чега је убијен. Власт прелази у руке богатих грађана предвођених Тераменом. Њихово уређење одговарало је Перикловом уставу. Политичка права сачувало је само 5.000 грађана (1/6 Атињана).
У време диктатуре олигарха, Самос постаје центар демократских покрета. Разлог за то је атинска флота коју је чинио велики број грађана, а која је боравила на острву. Број морнара био је незнатно мањи од броја свих грађана у Атини. Они су углавном били тети, најнижи слој који се није слагао са својим губитком права. Олигарси су покушали са подизањем устанка, али је он брзо угушен. Том приликом страдао је Хипербол. Спартанци оптужише Тисаферна пред персијским царем да сарађује са Атином. Због тога он утамничи Алкибијада. Алкибијад се након месец дана успео ослободити и побеже на Самос. Био је задовољан новим Тераменовим уређењем Атине. Поверена му је врховна команда.

## Атински успеси
Фарнабаз позива Спартанце да подигну устанке атинских савезника на Хелеспонту. Преко Хелеспонта су Атињани увозили сву храну и наплаћивали највећи део прихода од царина. Губитком Хелеспонта, Атина би остала без хране. Спартанци и Персијанци подстакли су Византион на устанак. Трасибул и Трасил нанеше пораз непријатељима код Киносемате. Атињани 411. и 410. године п. н. е. однесоше још две важне победе — код Абидоса и Кизика (Алкибијад). Након победе код Кизика народ је отео власт од скупштине од 5.000 лица. Вођа радикалних демократа био је Клеофонт (власник радионице музичких елемената). Спарта понуди Атињанима мир под условима размене Пила за Декелеју. Међутим, Алкибијад и Атињани, опијени победама, нису прихватили предлог. Године 409. п. н. е. Атињани изгубише Пил. Бура је спречила Атињане да покрену флоту ради поновног освајања. Алкибијад је у међувремену загосподарио мореузима и 407. године п. н. е. се вратио у Атину. Дочекан је великим слављем. Враћена му је сва имовина и укинута смртна пресуда. Све снаге Атине нашле су се у Алкибијадовим рукама.

## Борбе у Јонији
Јачање Атине навело је Персију да се потпуно определи за помоћ Спартанцима. Спарта је добила на располагање огромне изворе новца. Истовремено се појављује војсковођа достојан Алкибијада — Лисандар. Тисаферн је смењен са функције сатрапа Лидије, а на његово место дошао је Кир Млађи, царев син. Лисандар је успео да се спријатељи са Киром. Године 407. п. н. е. Алкибијад није предузимао никакве походе. Следеће године доживео је пораз код Нотија. Он није био велики, али је значајно угрозио Алкибијадов углед међу Атињанима. Алкибијад је оптужен за сарадњу са Тисаферном. Заплашен, Алкибијад поново напусти Атину и побеже у Тракију. Био је то његов коначан раскид са Атином. Исте године спартански ефори, незадовољни Лисандеровим самовољним акцијама, опозвали су великог војсковођу. Лисандар је замењен Каликратидом. Каликратида је доживео велики пораз од атинских стратега у бици код Аргинуса. Победом код Аргинуса, Атињани поново успоставише хегемонију на мору. Била је то највећа атинска победа у другој половини рата. Спартанске понуде за мир поново су одбијене. Међутим, Атињане задеси бура у којој је страдало 25 бродова са посадом. Стратези их нису сахранили по атинским обичајима због чега им је у Атини суђено. Сви су осуђени на смрт.

## Битка код Егоспотама
Лисандар је поново изабран за команданта (помоћника науарха) и послат у Малу Азију. Флота од 180 тријера пошла му је у сусрет. Лисандар их је сачекао на ушћу реке Егоспотам. Искористио је опадање дисциплине у војсци да нападне. У бици код Егоспотама, уништена је целокупна атинска флота. Лисандар је заробио и погубио 3.000 Атињана. Атинска флота тиме је уништена. Лисандар је потом кренуо у обилазак атинских савезника укидајући демократско и уводећи олигархијско уређење. Демократија се одржала једино на Самосу коме су Атињани касније, у знак захвалности, доделили титулу грађанства.

## Пораз Атине
На заседању скупштине одлучено је да се Атина бори до краја. Лисандар је опседа са мора, а Агис и Паусанија са копна. Опсада је трајала више месеци. Олигарси су преузели иницијативу и погубили последњег великог присталицу демократије — Клеофонта. Потом су упутили Спартанцима понуду за мир. Спарта је поставила следеће услове:
- Ликвидација Атинског поморског савеза
- Рушење Дугих бедема и бедема Пиреја
- Предаја целокупне флоте (са изузетком 12 стражарских бродова)
- Покоравање спартанској хегемонији
- Враћање заробљеника

Услови су прихваћени. Априла 404. године п. н. е. Лисандар је ушао у Пиреј. У целој Хелади, победу је славила реакционарна олигархија.

## После рата
Уз спартанску помоћ антидемократска странка тридесет олигарха завладала је у Атини 404. п. н. е. Демократија је укинута, али је поново успостављена, а олигарси свргнути 403. п. н. е.
Спарта је постала доминантна сила у Грчкој. Атина то више није била. Атина се нешто повратила током Коринтског рата. Спарта је доживела пораз од Тебе тек 371. п. н. е., да би само нешто касније дошло до македонске доминације.